# 中国人民政治协商会议第一届全国委员会
中国人民政治协商会议第一届全国委员会，简称第一届全国政协，180名委员组成。它是中华人民共和国成立初期的立法机关，后改由第一届全国人民代表大会承担立法与决策职权。

## 概述
中国人民政治协商会议第一届全国委员会由中国人民政治协商会议第一届全体会议选举产生。1949年10月9日中国人民政协第一届全国委员会举行第一次会议，选举毛泽东为中国人民政协会议第一届全国委员会主席，周恩来、李济深、沈钧儒、郭沫若、陈叔通为副主席，李维汉为秘书长。选举毛泽东、刘少奇、周恩来、李维汉、李济深、王昆仑、蒋光鼐、张澜、沈钧儒、章伯钧、黄炎培、陈叔通、章乃器、郭沫若、马叙伦、张奚若、杨秀峰、乌兰夫、朱德、林彪、刘宁一、邓颖超、冯文彬、沈雁冰、梁希、吴鸿宾、陈嘉庚、邵力子为常务委员。
10月18日，通过《中国人民政治协商会议全国委员会工作条例》，任命全国委员会副秘书长及政治法律组、财政经济组、文化教育组、国防组、外交组、民族事务组、华侨事务组、宗教事务组的组长。

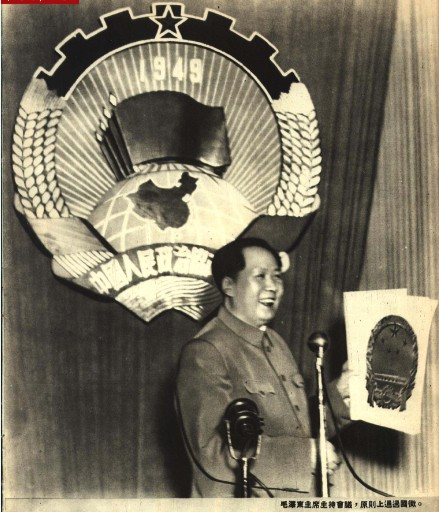
1950年全国政协第二次会议，毛泽东宣布通过中华人民共和国国徽

1949年9月21日，中国人民政协第一届全国委员会任期直至1954年12月21日第二届全国委员会第一次会议开幕。期间通过了《中国人民政协会议组织法》、《中华人民共和同中央人民政府组织法》。选举了中央人民政府主席、副主席及委员，组成中央人民政府委员会，宣告中华人民共和国成立。通过中华人民共和国首都、纪年、国歌、国旗等决议案。通过《中国人民政治协商会议共同纲领》。通过《中国人民政治协商会议工作条例》，组成全国委员会及各工作组和人选。制定《人民法庭组织条例(草案)》、《中华人民共和国婚姻法》，及《中国工会暂行法(草案)》、《农民协会组织通则(草案)》。
此外全国委员会动员全国人民参加朝鲜战争、土地改革、镇压反革命三大政治运动，动员全国人民参加三反五反运动，以及通过关于召开全国人民代表大会及地方各级人民代表大会的决议等。

## 历次全体会议
中国人民政治协商会议第一届全国委员会，共举行了四次全体会议。

### 第一次会议
1949年10月9日，在北京举行第一次会议。会议选举毛泽东为中国人民政治协商会议第一届全国委员会主席，周恩来等为副主席，李维汉为秘书长。会议通过以十月一日为中华人民共和国的国庆纪念日的建议案，送请中央人民政府采纳实施。

### 第二次会议
1950年6月14至6月23日，在北京举行第二次会议。会议原则通过了《中华人民共和国土地改革法草案》，还通过了国徽图案，建议中央人民政府采纳。会议一致同意刘少奇、周恩来、陈云、薄一波、郭沫若、聂荣臻、沈钧儒分别作的土地改革、政治、经济财政、税收、文化教育、军事、法院的工作报告。
会议接受中国保卫世界和平大会委员会的建议，还通过了关于人民政协地方委员会的决定。

### 第三次会议
1951年10月23日至11月1日举行第三次会议。邀请20名志愿军战斗英雄参加会议。毛泽东主席致开幕词，号召继续“抗美援朝”。中央人民政府政务院总理周恩来作政治报告。会议通过了《关于抗美援朝工作的决议》、《关于中央人民政府各项工作报告的决议》、《关于支持五大缔结和平公约的要求的决议》等。决定制作抗美援朝纪念章，颁发给参加抗美援朝人员。共颁发250多万枚。

### 第四次会议
1953年2月4日至2月7日举行。毛泽东在会上讲话，周恩来副主席作政治报告，陈叔通副主席作常务委员会会务报告，郭沫若副主席作《关于世界人民和平大会的经过和成就》的报告。会议就上述四报告通过了决议。
中共中央组织部部长安子文作了《我们必须在全国范围内和各级机关中开展反对官僚主义，反对命令主义和反对违法乱纪的坚决斗争》的发言。会议增选林伯渠、邓小平、胡乔木、张治中、罗隆基、施复亮、马寅初、许广平、黄琪翔、许德珩、陈其尤、蒋南翔、刘长胜、史良、李四光、钱三强、盛丕华、李德全、包尔汉、桑吉悦希、廖承志、吴耀宗、熊克武二十三人为常务委员。

## 后续
1954年9月，第一届全国人民代表大会第一次会议召开后，中国人民政治协商会议不再代行全国人民代表大会职权，但仍作为统一战线组织而继续存续。从1954年12月政协第二届全国委员会第一次会议起，区域代表和军队代表不再作为政协的组成单位，而由各民主党派、人民团体名义协商国家大事。